# Borderlands 3
Borderlands 3 è un videogioco action RPG-sparatutto in prima persona sviluppato da Gearbox Software e prodotto da 2K Games. Si tratta del quarto capitolo della serie Borderlands, preceduto da Borderlands: The Pre-Sequel (2014).

## Trama
Sette anni dopo la sconfitta di Jack il Bello e la distruzione della Hyperion Corporation, una coppia di gemelli chiamati Tyreen e Troy formano una setta chiamata "I figli della Cripta" riunendo tutte le bande di Pandora che cominciano a venerarli come divinità. L'intenzione dei due gemelli è quello di trovare la mappa che indica la posizione di tutte le Cripte della Galassia affinché possano impadronirsi dei loro poteri.

## Personaggi
Così come nei precedenti capitoli della serie, Borderlands 3 presenta quattro personaggi giocabili noti come "cacciatori della Cripta" (Vault Hunters), mai apparsi prima nei titoli precedenti: Amara, una robusta cacciatrice di classe Sirena in grado di evocare sei possenti braccia con cui attaccare i nemici; Moze, una giovane cacciatrice in grado di far apparire e guidare dei veicoli armati; Zane, un anziano cacciatore con l'abilità di creare un ologramma di sé stesso; e FL4K, un grande cacciatore androide che sembra combattere al fianco di vari mostri alleati. Il gioco mostra inoltre il ritorno di vari personaggi storici della serie, come Brick, Lilith, Maya, Mordecai, Ellie, Marcus e Tiny Tina.

## Classi
All'inizio del gioco è possibile scegliere fra quattro personaggi, ognuno con un'abilità specifica legata alla sua classe d'appartenenza. Questa abilità influenza in maniera importante lo stile di gioco e l'approccio ai combattimenti. A differenza dei precedenti capitoli qui i protagonisti posseggono tre abilità (quattro con la director's cut), ad eccezione di Moze. I personaggi sono:
- Amara (La Sirena): Sirena del gruppo che, come le altre Sirene apparse nei capitoli precedenti, possiede dei poteri sovrannaturali. Le sue abilità d'azione sono: schianto di fase (con cui colpisce il terreno infliggendo ingenti danni ad area), evocazione di fase (con cui lancia una copia di sé stessa che danneggia tutti i nemici che attraversa) e stretta di fase (che blocca in una mano un nemico per alcuni secondi. Simile al blocco di fase di Maya). Inoltre può cambiare l'elemento delle abilità in elettrico, acido e fuoco.
- Zane Flynt (l'Agente): È il cacciatore del gruppo, un assassino esperto che ha svolto numerose missioni in tutta la galassia. È dotato di 3 abilità d'azione ed è l'unico a poterne usare 2 in contemporanea. Le sue abilità sono: creare un digiclone che può confondere i nemici e attaccarli, - potendo anche scambiare la sua posizione con la propria - creare una barriera protettiva mentre si attacca e scagliare un piccolo drone volante che attacca i nemici.
- Fl4k (Il Beastmaster): È un robot vagabondo che ha deciso di vivere libero. La sua abilità consiste nel comandare gli animali, addomesticarli e scagliarli contro i nemici. Ciò gli permette di utilizzare tre abilità: teletrasportare l'animale di Fl4k nel punto dove mira e renderlo radioattivo, contaminando i nemici vicini e aumentandone i danni; rianimare un animale morente, al costo di un tempo di ricarica raddoppiato; evocare due rakk esplosivi da scagliare contro i nemici; e infine, diventare invisibile.
- Moze (l'Artigliera): il soldato del gruppo. A differenza degli altri personaggi, Moze possiede una sola abilità, ma può evocare un Mechgigante chiamato "Orso di Ferro" che può comandare e potenziare con i punti abilità, rendendolo più potente e resistente ai danni nemici. Moze può creare una torretta su Orso di Ferro per farci salire gli altri protagonisti.

## Modalità di gioco
Come nei precedenti capitoli, anche in questo si potrà scegliere uno dei quattro personaggi giocabili con abilità uniche. Si potrà svolgere il gioco in solitaria o in cooperativa. Gli sviluppatori hanno comunicato che a differenza degli altri capitoli, Borderlands 3 si differenzierà dagli altri assumendo uno stile Open World, infatti i giocatori potranno esplorare altri pianeti oltre a Pandora e avranno una base operativa dove potranno riposarsi dopo aver completato le missioni.

## Promozione

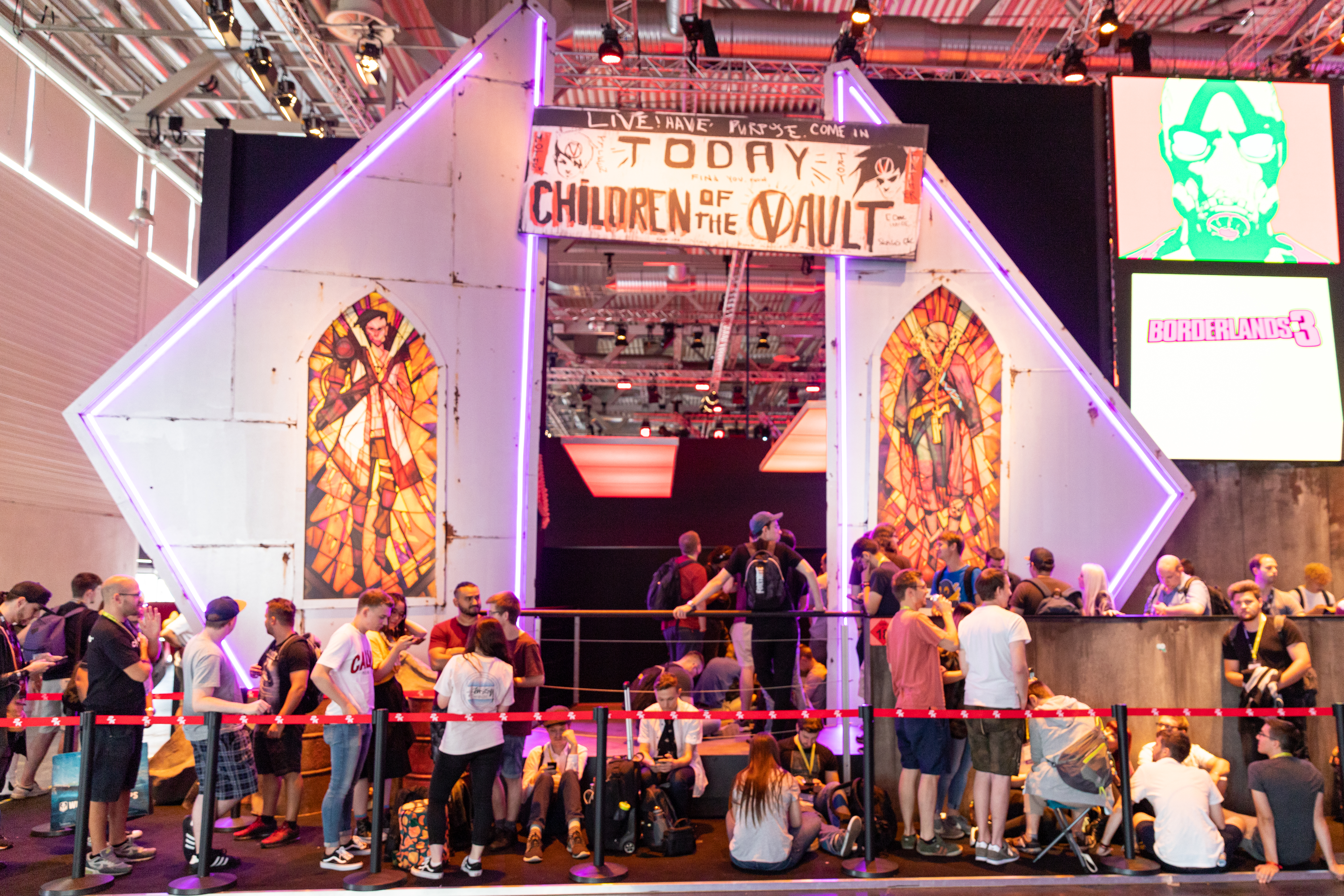
Borderlands 3 al Gamescom 2019.

La presentazione ufficiale di Borderlands 3 è stata preceduta da un teaser trailer promozionale, pubblicato il 27 marzo 2019. Il gioco è stato quindi presentato il giorno successivo, il 28 marzo, tramite un trailer mostrato durante la conferenza di Gearbox al PAX East 2019. Il 3 aprile è stato pubblicato il trailer di presentazione ufficiale del gioco, in cui è stata rivelata la data d'uscita del gioco e i nomi dei personaggi giocabili.

## Distribuzione
Borderlands 3 è stato pubblicato globalmente il 13 settembre 2019 per PlayStation 4, Xbox One e, attraverso Epic Games Store su Microsoft Windows. Il gioco è stato in esclusiva temporale per PC su Epic Games Store fino a quando non è uscito anche su Steam il 13 marzo 2020. 

## DLC e contenuti scaricabili
Come nei precedenti capitoli anche Borderlands 3 avrà DLC e contenuti gratuiti. Sono stati pubblicati due DLC.

### Moxxi alla conquista dell'Handsome Jackpot
Primo DLC del titolo, pubblicato il 20 novembre 2019. Qui Moxxi affida un incarico ai Cacciatori della Cripta, ovvero, conquistare il Casinò spaziale di Jack il Bello chiamato "Handsome Jackpot" e recuperare tutto il suo bottino. Viene introdotta una nuova mappa, nuovi nemici, nuove armi, nuovi personaggi e nuovi boss. Il livello di difficoltà sarà adattato in base al livello con cui si inizierà il DLC.

### Armi, Amore e Tentacoli: Il matrimonio di Wainwright e Hammerlock
Secondo DLC del titolo. Annunciato durante il PAX east 2020 ed è stato pubblicato il 26 marzo 2020. La trama sarà basata sul matrimonio tra Weinwright Jakobs e Sir Hammerlock che vorranno sposarsi sul pianeta di ghiaccio Xylourgos, tuttavia sul pianeta dimora un'enorme creatura dormiente dove è adorata da una setta residente sul pianeta. Il livello dei protagonisti viene aumentato a 57.

### Taglia di Sangue: Per un pugno di redenzione
Terzo DLC del titolo. Annunciato il 22 maggio 2020 e viene pubblicato il 15 giugno 2020. La trama si baserà sulla lotta contro una banda di fuorilegge residente sul pianeta Gehenna. L'ambientazione è completamente western che ricorda molto i film di Sergio Leone, inoltre i protagonista interagiranno solamente con personaggi completamente nuovi e la storia sarà raccontata da un narratore misterioso. Il livello dei protagonisti aumenta a 60.

### Psyco Krieg e il fantastico sconquasso
Quarto DLC del titolo, Annunciato il 25 agosto 2020 e verrà pubblicato il 10 settembre 2020. La trama si concentrerà su Krieg. Patricia Tannis tramite un macchinario farà entrare i Cacciatori della Cripta nella mente di Krieg per aiutarlo a trovare la strada che lo condurrà fuori dal Cripthalla, un luogo mitico che porta alla follia chiunque ne scopra la vera natura.

### Strage alla base segreta della Maliwan
È un contenuto aggiunto gratuito disponibile solamente dopo aver terminato la trama principale. Qui Lorelei contatterà i protagonisti per recarsi su un pianeta sconosciuto per assaltare una base della Maliwan per distruggere la loro arma segreta. Tale missione una volta iniziata dovrà concludersi perché se si perisce durante gli scontri si dovrà ricominciare tutto da capo.

### Strage alla breccia del guardiano
Secondo contenuto aggiunto gratuito disponibile solamente aver terminato la trama principale. Tannis contatta i protagonisti riguardo a un misterioso segnale proveniente dal pianeta Minos Prime. Tale missione una volta iniziata dovrà concludersi perché se si perisce durante gli scontri si dovrà ricominciare tutto da capo.

## Accoglienza
Borderlands 3 è stato accolto con favore da parte della critica. Il titolo ha ricevuto il premio per il "Miglior Gioco Multigiocatore" al Gamescom 2019.